# HF (parowóz)
HF – popularne oznaczenie typu niemieckich parowozów wąskotorowych na tor szerokości 600 mm budowanych dla wojskowych kolei polowych i kolei leśnych, potocznie nazywanego w Niemczech Brigadelok. Stanowiły najliczniejszy typ parowozów wąskotorowych na świecie w okresie międzywojennym, licznie używany w krajach Europy środkowej, w tym w Polsce. Wąskotorowy tendrzak, o układzie osi D (0-4-0T), z silnikami bliźniaczymi na parę nasyconą,

## Historia

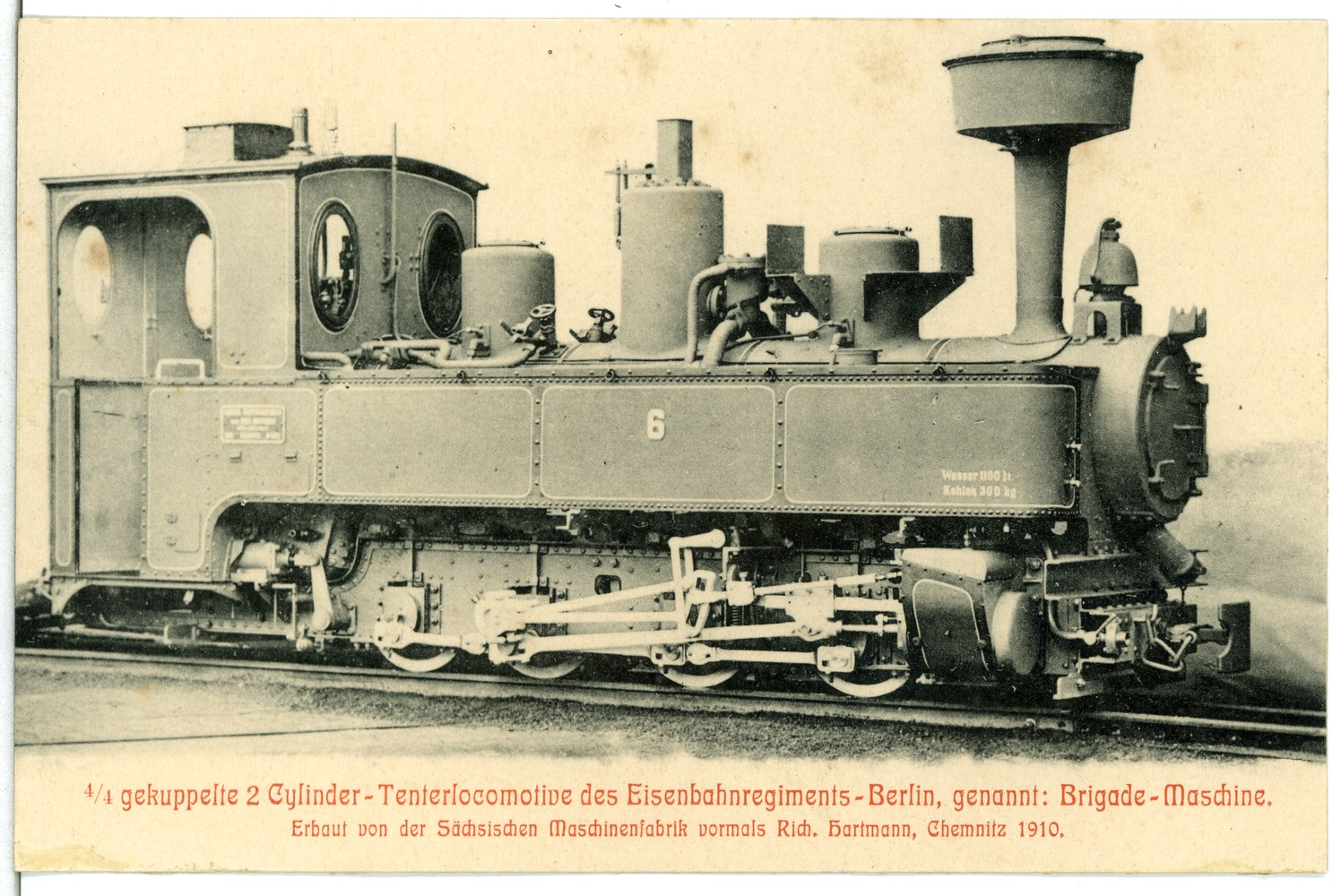
Fotografia fabryczna parowozu produkcji zakładów Hartmann z 1910

Parowóz został skonstruowany w 1904 roku w fabryce Henschel und Sohn w Kassel z przeznaczeniem dla wojskowych kolei wąskotorowych. Pierwsze osiem parowozów zbudowano w 1905 roku. Ponieważ okazały się udaną konstrukcją, armia niemiecka zaczęła zamawiać je w większej liczbie, także w innych fabrykach, a masowa produkcja nastąpiła po wybuchu I wojny światowej. Były one określane jako „brygadowe lokomotywy dla kolei polowych” (Brigadenlokomotive für Heeresfeldbahn), w skrócie Brigadelok. Produkowano je do 1919 roku. Łącznie wyprodukowano w 15 fabrykach niemieckich 2696 parowozów tego typu.

## Eksploatacja
Parowozy tego typu były typowymi parowozami dla wojskowych kolei polowych, oznaczane numerami wojskowymi HF (od Heeresfeldbahn). Wykorzystywane były przez armię niemiecką podczas I wojny światowej na wszystkich kierunkach działań, głównie na wschodzie Europy. Po zawieszeniu broni produkcja trwała jeszcze do 1919 roku, a nowo wyprodukowane i zdemobilizowane parowozy były sprzedawane na koleje licznych państw, głównie Europy środkowej. W tamtym czasie była to najliczniejsza seria parowozów wąskotorowych na świecie.
W Polsce po I wojnie światowej pozostało po zaborcach około 180 parowozów tego typu, a dodatkowo zakupiono 50 nowo zbudowanych. Używane były przez Polskie Koleje Państwowe, koleje leśne, cukrownicze i przemysłowe. Na PKP w okresie międzywojennym nosiły oznaczenia D z numerem dyrekcji, a po II wojnie światowej serię Tx1 z numerami od 291 do 359, w 1961 roku zmienioną na Tx2. Na kolejach leśnych Lasów Państwowych po wojnie były oznaczane serią Tx z numerem taborowym bezpośrednio po literach. Na PKP pracowały do 1970 roku, a do początku lat 80. wykorzystywane były jeszcze na innych kolejach. Zostały wycofane z powodu trudności z ich naprawą przez zakłady taboru. W Polsce pozostało 16 nieczynnych parowozów muzealnych tego typu. Niektóre z maszyn znajdują się w Sochaczewie, Skierniewicach i Wenecji. Parowóz Tx1112 był w 2000 roku czynny na kolei leśnej w Hajnówce, lecz nie jest czynny obecnie (stan na 2023).

## Charakterystyka

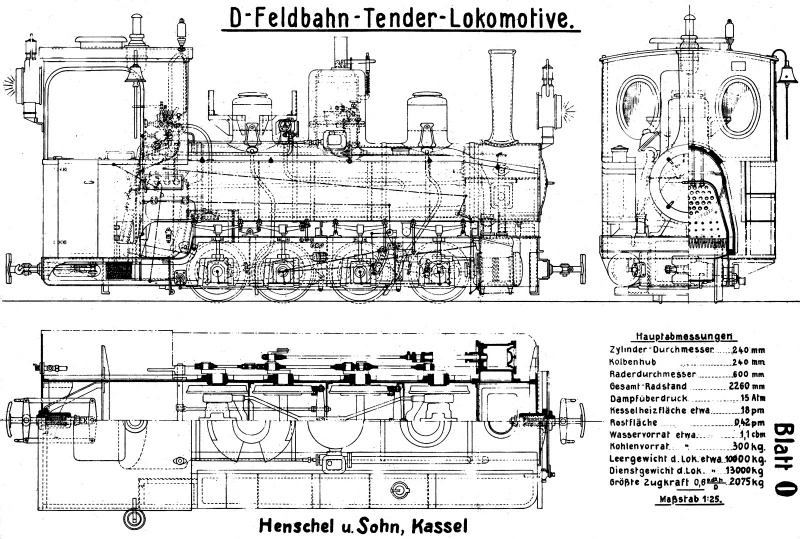
Rysunek fabryczny

Wąskotorowy tendrzak, o układzie osi D (0-4-0T), z silnikami bliźniaczymi na parę nasyconą (Dn2t). Przystosowany był do pracy z tendrem pomocniczym dla zwiększenia zasięgu. Parowóz w długich skrzyniach po bokach kotła, sięgających na całą jego długość, przewoził 0,3 t węgla i 1,1 m³ wody. Stosowano różne tendry doczepne, m.in. typowe czteroosiowe firmy Borsig o pojemności 1,5 t węgla i 5 m³ wody.
Kocioł był płomieniówkowy, z miedzianą skrzynią ogniową i szerokim stojakiem. Ciśnienie kotła                    wynosiło 15 atmosfer, powierzchnia ogrzewalna kotła 16,16 m², a powierzchnia rusztu 0,42 m². Na kotle umieszczony był wysoki zbieralnik pary, a z jego przodu i tyłu dwie piasecznice. Po prawej stronie zbieralnika pary na zewnątrz była umieszczona przepustnica pary z napędem zewnętrznym, a na wierzchu zbieralnika znajdowały się sprężynowe zawory bezpieczeństwa. Parowozy miały na kominie duże odiskierniki bębnowe typu Knobel, które mogły być demontowane. Typowo do zasilania wodą stosowano dwa inżektory ssąco-tłoczące Körtiga o wydajności 50 l/min, ale armatura mogła się różnić w zależności od producenta.
Ostoja była zewnętrzna, blachownicowa, o grubości blach 10 mm. Odsprężynowana była za pomocą resorów płaskich, z czterema punktami podparcia. Z uwagi na zewnętrzną ostoję, osie zestawów kołowych napędzane były korbami Halla na zewnątrz ostoi. Dla uzyskania możliwości przechodzenia przez ciasne łuki o promieniu 18 m zastosowano dość skomplikowaną konstrukcję podwozia – skrajne wychylne drążone osie wiązane o składanej konstrukcji, opatentowanego systemu Klien-Lindner. Rozstaw osi skrajnych wynosił 2260 mm (rozstaw poszczególnych osi, od przodu: 800, 785 i 675 mm). Hamulec ręczny dźwigniowy działał na dwie środkowe osie.
Bliźniacze silniki parowe z suwakami płaskimi napędzały trzecią oś poprzez jednoprowadnicowe krzyżulce i korbowody. Zastosowano mechanizm parorozdzielczy typu Stephensona z nawrotnicą dźwigniową. Parowozy rozwijały moc 70 KM i miały siłę pociągową 2020 kG.
Dwie piasecznice miały napęd ręczny i podawały piasek pod wszystkie koła. Do nabierania wody parowozy miały parowy eżektor Körtinga, z gumowym wężem zbrojonym, nawiniętym w pozycji transportowej wokół drugiej piasecznicy Piasecznice miały napęd ręczny i podawały piasek pod wszystkie koła. Parowozy początkowo miały oświetlenie naftowe i ręczny dzwon sygnalizacyjny Piasecznice miały napęd ręczny i podawały piasek pod wszystkie koła. 